# 大藤沙月
大藤 沙月（おおどう さつき、2004年5月16日 - ）は、福井県出身の日本の卓球選手。四天王寺高等学校卒業。ミキハウス所属。Tリーグは日本ペイントマレッツ所属。

## 経歴
四天王寺中学校に進学し、ミキハウスJSCに所属した。
2021年のインターハイでは、女子シングルスでは決勝で横井咲桜に敗れたものの、女子ダブルス（横井咲桜ペア）・女子団体の二冠を達成した。
2021年からTリーグの日本ペイントマレッツに所属。
2023年10月から坂本竜介コーチの指導を仰ぐようになった。

## 主な戦績
2018年
- 全国中学校卓球大会
  - 女子シングルス 優勝
  - 女子団体 優勝

2019年
- 全国中学校卓球大会
  - 女子団体 優勝
- 全日本卓球選手権大会
  - 女子ダブルス 準優勝（芝田沙季ペア）
  - ジュニア女子シングルス 準優勝
- ITTFチャレンジ ベラルーシオープン
  - 女子ダブルス 優勝（芝田沙季ペア）
- ITTFチャレンジ クロアチアオープン
  - 女子シングルス ベスト4
- ITTFチャレンジプラス オマーンオープン
  - U21女子シングルス 優勝

2020年
- 全日本卓球選手権大会
  - 女子ダブルス 準優勝（芝田沙季ペア）
  - ジュニア女子シングルス 優勝
- ITTFチャレンジプラス ポルトガルオープン
  - 女子ダブルス 優勝（芝田沙季ペア）
- ITTFチャレンジ スペインオープン
  - 女子ダブルス 優勝（芝田沙季ペア）

2021年
- 全日本卓球選手権大会
  - ジュニア女子シングルス 優勝（二連覇）
- 全国高等学校総合体育大会（インターハイ）
  - 女子シングルス 準優勝
  - 女子ダブルス 優勝（横井咲桜ペア）
  - 女子団体 優勝（8連覇）

2022年
- 全国高等学校総合体育大会（インターハイ）
  - 女子シングルス 準優勝
  - 女子ダブルス 優勝（横井咲桜ペア・二連覇）
  - 女子団体 優勝（9連覇）

2024年
- WTTフィーダー バラジュディン
  - 女子シングルス 優勝
  - 女子ダブルス 優勝（横井咲桜ペア）
- WTTフィーダー デュッセルドルフ
  - 女子シングルス 優勝
- WTTコンテンダー チュニス
  - 女子シングルス 準優勝
  - 女子ダブルス 優勝（横井咲桜ペア）
- WTTコンテンダー リマ
  - 女子シングルス 優勝
  - 女子ダブルス 優勝（横井咲桜ペア）
- WTTコンテンダー アルマトイ
  - 女子ダブルス 準優勝（横井咲桜ペア）
- WTTフィーダー パナギュリシテ
  - 女子シングルス 優勝
  - 女子ダブルス 準優勝（横井咲桜ペア）
- アジア卓球選手権
  - 女子団体 優勝（早田ひな・張本美和・伊藤美誠・平野美宇）
  - 女子ダブルス 優勝（横井咲桜ペア）
- WTTチャンピオンズ モンペリエ
  - 女子シングルス 優勝
- WTTファイナルズ 福岡
  - 女子ダブルス 準優勝（横井咲桜ペア）

2025年
- WTTスターコンテンダー ドーハ
  - 女子ダブルス 優勝（横井咲桜ペア）
- WTTコンテンダー マスカット
  - 女子ダブルス 優勝（横井咲桜ペア）
- 全日本卓球選手権大会
  - 女子シングルス ベスト4
- WTTスターコンテンダー チェンナイ
  - 混合ダブルス 準優勝（吉村真晴ペア）

### 世界ランキング
|        | 1月 | 2月 | 3月 | 4月 | 5月 | 6月 | 7月 | 8月 | 9月 | 10月 | 11月 | 12月 |
| ------ | --- | --- | --- | --- | --- | --- | --- | --- | --- | ---- | ---- | ---- |
| 2016年 |     |     |     | 342 | 346 | 327 | 353 |     |     |      | 332  | 336  |
| 2017年 | 334 |     | 272 | 277 | 293 | 272 | 285 | 285 | 245 | 231  | 151  | 138  |
| 2018年 | 288 | 277 | 273 | 137 | 103 | 81  | 62  | 54  | 55  | 58   | 58   | 58   |
| 2019年 | 57  | 54  | 55  | 66  | 63  | 58  | 73  | 93  | 86  | 88   | 83   | 94   |
| 2020年 | 94  | 95  | 90  | 103 |     |     |     |     |     |      | 103  | 103  |
| 2021年 |     |     | 96  | 96  | 96  | 96  | 96  | 100 | 101 | 101  | 105  | 105  |
| 2022年 | 106 | 102 | 103 | 104 | 147 | 155 | 156 | 162 | 175 | 174  | 180  | 184  |
| 2023年 |     |     |     |     |     |     |     |     |     |      |      |      |
| 2024年 |     |     |     | 82  | 58  | 55  | 31  | 21  | 17  | 11   | 8    | 8    |
| 2025年 |     |     |     |     |     |     |     |     |     |      |      |      |